# Germán Moure
Germán Moure Ramírez (Pamplona, 28 de octubre de 1931-Bogotá, 2 de mayo de 2023) fue un dramaturgo, director y actor de teatro colombiano. Fue unos de los primeros de impulsar la actuación teatrales del país.

## Biografía
Nació en Pamplona Norte de Santander, su familia provino de artistas y actores. Estudio arquitectura en la Universidad de los Andes pero no ejerció su profesión. Su pasión por el teatro empezó en participar obras con Dina Moskovitz.
Viajó a Nueva York a ser miembro de Bread and Puppets Theatre, de Peter Schumann participando en obras teatrales en títeres. Fundó con Consuelo Luzardo y Kepa Amuchastegui el Teatro Experimental Café La Mama donde formó grandes artistas y actores como docente. En 1985 llegó a la Escuela Nacional de Arte Dramático, donde dirigió más de 14 obras de teatro, y en 1988 ayudó a fundar la Escuela de Actores del Teatro Libre de Bogotá, donde fue miembro hasta 2020.
Entre sus participaciones se destacaron en  El Rey Lear, Seis personajes en busca de autor,Macbeth, Madre coraje y sus hijos y En la diestra de Dios padre. En 2008 fue galardonado el Premio Nacional Vida y Obra del Ministerio de Cultura. El 2 de mayo de 2023 fallece en Bogotá tras de sufrir un infarto de miocardio.